# حزب العمال التركي
حزب العمال التركي (بالتركية: Türkiye İşçi Partisi)‏ هو حزب سياسي تركي، أسس في 7 نوفمبر 2017، يقع مقره في قاضي كوي.

## أعضاء بارزون
- كود سباركل
- تحديث القائمة